# Unitate atomică de masă
Unitatea atomică de masă este o unitate de măsură pentru masă atomică, utilizată în special în exprimarea maselor atomilor, moleculelor și particulelor subatomice. Este definită ca fiind 1⁄12 din masa izotopului carbon-12.
În SI, CODATA a recomandat în 2018 următoarea valoare:
{\displaystyle m_{u}={\frac {1}{N_{\mathrm {A} }\times 10^{3}}}\simeq 1{,}660\;539\;066\;60(50)\times 10^{-27}\ {\mbox{kg}}}, cu o incertitudine relativă de 3,0 x 10-10  (3,0 x 10-8 %)
În fizica nucleară, Particle Data Group a recomandat în 2008 următoarea valoare:
{\displaystyle m_{u}\simeq 931{,}494\;028(23)\ \mathrm {MeV/} c^{2}}
În general un atom cu număr de masă A are masa apropiată de A unități atomice de masă, iar masa unui proton, precum și a unui neutron sunt apropiate de {\displaystyle m_{u}}. Există însă diferențe datorate energiei de legătură între protonii și neutronii din nucleul atomic. 